# Gson
Gson (auch als Google Gson bekannt) ist eine quelloffene Java-Bibliothek, mit der Java-Objekte in eine JSON-Darstellung konvertiert werden können. Es kann auch verwendet werden, um eine JSON-Zeichenfolge in ein entsprechendes Java-Objekt zu konvertieren.
Gson wurde ursprünglich für den internen Gebrauch von Google entwickelt, die Version 1.0 wurde später am 22. Mai 2008 unter der Apache-Lizenz 2.0 für die Allgemeinheit veröffentlicht.

## Features
- Gson kann mit Sammlungen, generischen Typen und verschachtelten Klassen umgehen (einschließlich innerer Klassen, dies kann jedoch nicht standardmäßig geschehen)
- Bei der Deserialisierung navigiert Gson durch den Typenbaum des zu deserialisierenden Objekts. Dies führt dazu, dass zusätzliche Felder, die in der JSON-Eingabe vorhanden sind, ignoriert werden.
- Der Benutzer kann einen benutzerdefinierten Serialisierer und/oder Deserialisierer schreiben, so dass er den gesamten Prozess steuern und sogar Instanzen von Klassen (de)serialisieren kann, für die der Quellcode nicht zugänglich ist.
- Der Benutzer kann einen InstanceCreator schreiben, der es ihm ermöglicht, Instanzen von Klassen ohne einen definierten No-Arg-Konstruktor zu deserialisieren.
- Gson ist in hohem Maße anpassbar.